# Жінки в захисті прав тварин

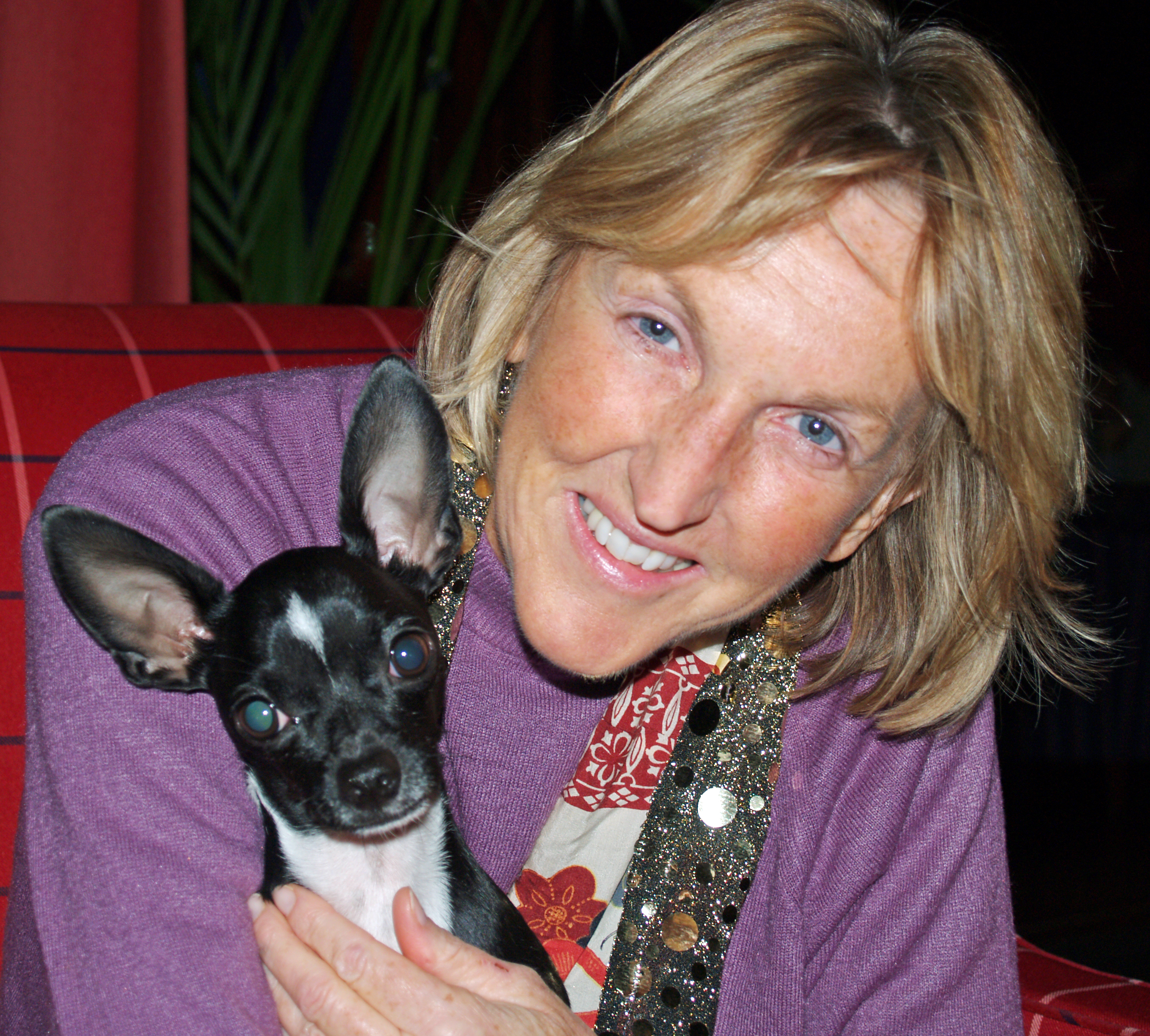
Інгрід Ньюкірк, співзасновниця « Люди за етичне поводження з тваринами».

Жінки відіграють центральну роль в захисті тварин з 19-го століття. Рух пропаганди тварин — захист прав тварин, добробуту тварин та антивівісекціонізму — була непропорційно ініційована і очолена жінками, особливо у Сполученому Королівстві . Жінки частіше підтримують права тварин, ніж чоловіки. Дослідження підлітків проведене Ліндою Пайфер у 1996 року показало, що чинники, які частково можуть пояснити цю невідповідність, включають ставлення до фемінізму та науки, наукову грамотність та наявність більшого акценту на «вихованні чи співчутті» серед жінок. Незважаючи на те, що вегетаріанство не обов'язково передбачає захист тварин, дослідження ринку 1992 року, проведене дослідницькою організацією Янкеловича, зробило висновок, що «з 12,4 мільйонів людей [у США], які називають себе вегетаріанцями, 68 % — жінки, а лише 32 % — чоловіки».

## Історія

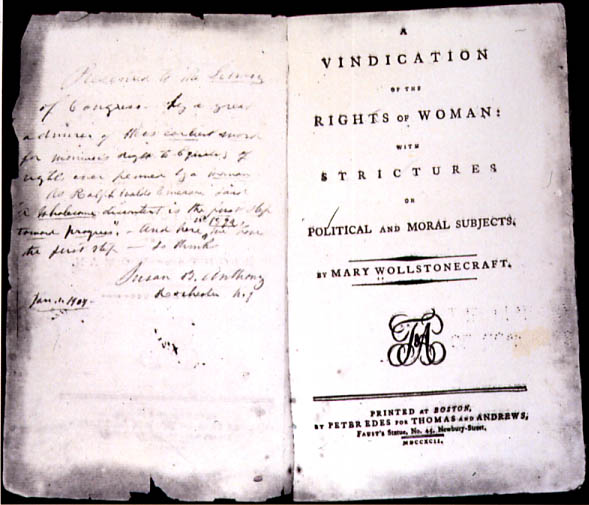
Коли британська авторка Мері Уолстонкрафт в 1792 р. Написала «В захист прав жінки», анонімний тракт « В захист прав худоби» (брутація, негативне означення тварин) одразу з'явився як пародія.

У 1392 році Елеонора з Арбореї, королева (Джуйісса) та національна героїня Сардинії, під юрисдикцією якої надана Карта де Логу стала першою володаркою в історії, яка надала захист гніздам яструбів та соколів в боротьбі з нелегальними мисливцями. Пізніше її назвали Сокол Елеонора (Falco eleonorae).
Жінок і тварин у минулому часто вважали однаково нераціональними та неповноцінними. Коли британська авторка Мері Уолстоункрафт написала «В захист прав жінки» в 1792 році, британський філософ Томас Тейлор в тому ж році анонімно відповів на це трактатом" В захист прав худоби", в якому він стверджував, що аргументи щодо утиску чи звільнення жінок застосовуються однаково добре до тварин, маючи на увазі це як скорочення до абсурду позиції Уолстонкрафт.
Багато основних британських груп захисту тварин, заснованих наприкінці 1800-х — початку 1900-х років, які вважалися радикальними свого часу, були засновані жінками, включаючи Battersea Dogs' Home (Мері Тілбі, 1860), Національне противізійне товариство (Френсіс Пауер Кобб, з Ірландії, 1875; це перша в світі антивівісекційна організація), Британський союз про скасування вівісекції (Френсіс Пауер Кобб, з Ірландії, 1898), і Британське товариство захисту та противізування тварин (Ліззі Лінд із Хагебі зі Швеції та Ніна Дуглас-Гамільтон, герцогиня Гамільтон, 1903 рік.)
У 1867 році американська благодійниця Керолайн Ерл Уайт співзасновує Пенсильванське товариство для запобігання жорстокості до тварин; вона також заснувала свою жіночу філію у 1869 р. Жіноче відділення Пенсильванського товариства запобігання жорстокості до тварин, також відоме як Жіноче гуманне суспільство та Жіноче товариство Пенсільванії для запобігання жорстокості до тварин або WPSPCA, відкрило перший притулок для тварин в Америці в 1869 році. WPSPCA успішно прийняла Закон про двадцять вісім годин у 1871 році, мандат, який вимагає від залізничних компаній надавати засоби для годування, подачі води та відпочинку тварин кожні 28 годин. Негайно WPSPCA направила агентів для оцінки відповідності залізниць та притягнення до відповідальності за будь-яких порушень. У 1896 р. Reading Railroad звинувачували в транспортуванні вантажних коней протягом 52 годин без їжі та води. Залізниця була визнана винною, і чиновники «Редінга» були оштафовані на $ 200, що встановило важливий прецедент. Уайт розглядала закон про 28 годин як головне досягнення свого життя. Уайт також заснувалаАмериканське товариство проти вівісекцій у 1883 році. У 1909 р. WPSCA разом з іншими міськими гуманістами закріпили законодавство, що забороняло продаж або придбання робочих коней-інвалідів.
У 1877 році «Чорна красуня Анні Сьюелл», перший англійський роман, написаний з точки зору неживої тварини, що викликало стурбованість про добробут коней.
У 1880 році англійська феміністка Анна Кінгсфорд стала однією з перших англійських жінок, яка закінчила медицинське навчання, після здобуття наукового ступеня в Парижі, і єдина студентка на той час, що зробила це, не експериментуючи на тваринах. Вона опублікувала «Ідеальний шлях у дієті» (1881 р.), виступаючи за вегетаріанство, а також була дуже гучною, висловлюючи свою опозицію до експериментів на тваринах.
Британський політолог Роберт Гарнер пише, що 70 відсотків членів товариства «Вікторія стріт» (однієї з антивівісекційних груп, заснованої Френсіс Пауер Кобб в 1875 р.) — жінки, а також 70 відсотків членів британського Королівського товариства запобігання жорстокості до тварин у 1900 році.
Британське суспільство захисту тварин та антивівісекції привернуло широку увагу під час справи «Коричневий собака» (1903—1910), яка почалася, коли Ліззі Лінд із Хагебі була присутня навівісекції собаки бурого тер'єра в коледжі, при університеті Лондона, . Подальший опис експерименту в її книзі « The Shambles of Science» (1903 р.), в якій вона писала, що собака був свідомий протягом усього процесу і відчувала біль — призвела до затяжного скандалу і справи про наклеп, яку виграв обвинувачений дослідник. Однак ця справа тривала протягом декількох років, створивши ім'я як Лінд аф Хейбі, так і суспільству. Австралійський письменник і академік Корал Ленсбері пише, що суфрагістський рух у Сполученому Королівстві став тісно пов'язаний з антивівісекційним рухом. Пишучи про справу «Коричневий собака», вона стверджує, що іконографія вівісекції вразила жіночий струн. Вона стверджує, що собака, яку вівізіктували була у наморднику, прив'язана до операційного столу, — це символічне нагадування суфражисткам про голодування, через утриманя та годування в тюрмах у Брікстоні, а також жінок, яких прикували до крісла гінеколога їхні лікарі-чоловіки, для пологів, для стерилізації, як вид ліків проти істерії, і як об'єкти вивчення студентами-медиками.
Товариство веганів, зареєстроване благодійне та найдавніше веганське товариство у світі, було засноване у Великій Британії у листопаді 1944 року Дороті Вотсон та її чоловіком Дональдом Вотсоном разом із чотирма друзями — Елсі Шріглі, Фей К. Хендерсон та її чоловіком Г. А. Хендерсом серед них. Заснування веганського товариства відзначається щорічно 1 листопада, Всесвітнього дня веганства . День була встановлена в 1994 році Луїзою Уолліс, тодішньою президентом і головою. Однак, вважається, що засноване Веганське товариство було 5 або 12 листопада 1944 року.
Перше веганське суспільство в США було засновано в 1948 році Кетрін Німмо та Рубіном Абрамовіце в Каліфорнії, які розповсюджували бюлетень Дональда Уотсона .
Найдавніша документально зафіксована практика стерилізація безпритульних тварин була в 1950-х роках, яку очолила активістка тварин Рут Плант у Великій Британії
У 1951 році Крістін Стівенс заснувала Інститут добробуту тварин.
22 листопада 1954 року Товариство гуманності США було засновано Марсією Глазер, Хелен Джонс та двома чоловіками.
У 1962 році Індією була заснована Рада з питань добробуту тварин за допомогою Рукміні Деві Арундейл.

У 1964 році британська авторка Рут Гаррісон опублікувала Animal Machines, впливову критику фабричного господарства, а 10 жовтня 1965 року британська романістка Брігід Брофі видала статтю «Права тварин», опубліковану в The Sunday Times . Брофі написала: 
 Зв'язок гомо сапієна з іншими тваринами є однією з невпинних експлуатацій. Ми використовуємо їх роботу; ми їх їмо і носимо. Ми використовуємо їх, щоб служити нашим забобонам: тоді як ми жертвували їх своїм богам і виривали їхні нутри, щоб передбачити майбутнє, тепер приносимо їх в жертву науці та експериментуємо над їхніми нутрищами в надії — що ми могли, таким чином, трохи чіткіше побачити сучасність   . . . Нам здається неймовірним, що грецькі філософи повинні були так глибоко відрізняти правильне і неправильне, але все ж ніколи не помічали аморальності рабства. Можливо, через 3000 років це здасться настільки ж неймовірним, що ми не помічаємо аморальності власного гноблення тварин. 
 Британський політолог Роберт Гарнер пише, що книга Рут Гаррісон та стаття Бригід Брофі призвели до вибуху інтересу до стосунків між людьми та не людьми. Зокрема, статтю Брофі була виявлено в 1969 році або близько нього групою студентів аспірантури з Оксфордського університету, Рослінд та Стенлі Годлович (дружиною і чоловіком з Канади), Джон Харріс та Девід Вуд, відомі зараз як Оксфордська група . Вони вирішили зібрати симпозіум для обговорення теорії прав тварин. Приблизно в той же час британський письменник Річард Д. Райдер написав кілька листів до The Daily Telegraph з критикою експериментів на тваринах; ці листи бачила Брофі, яка зв'язала Райдера з Годловичами та Гаррісом. Згодом Гаррісон, Брофі та Райдер стали учасниками симпозіуму «Годловичі», який був опублікований у 1971 р. Як «Тварини, люди та моралі: розслідування жорстокого поводження з не людьми» (під редакцією Рослінда та Стенлі Годловича та Джона Гарріса).
У середині 1960-х колишня англійська модель Селія Хаммонд набула розголосу за свою роботу, про стерилізацію безпритульних тварин «в той час, коли евтаназія диких котів вважалася єдиним варіантом». Хаммонд «очолювала чимало битв з місцевою владою, лікарнями, управліннями охорони навколишнього середовища», але заявила, що протягом багатьох років їй вдалося показати те, що контроль можна досягти шляхом кастрування, а не вбивства «. У 1986 році вона заснувала тваринний трест „Celia Hammond Animal Trust“ з метою відкрити недорогу клініку, що займається кастрацією, щоб контролювати популяцію диких тварин. Перша з цих клінік відкрилася в Льюїшемі в 1995 році, а друга відкрилася в Кеннінг-Тауні в 1999 році. „Celia Hammond Animal Trust“ також управляє притулком у Бреді, Східний Сассекс, для тварин, яким потрібні нові будинки. Окрім кастрації тварин, клініками (та притулками) також допомагають врятувати та переселити тварин, і тепер щорічно знаходять будинки для тисяч котів.
У 1973 р. Доктор Ширлі МакГреал заснував Міжнародну Лігу захисту приматів в Таїланді.
У 1980 році британська / американська активістка з прав тварин Інгрід Ньюкірк спільно заснувала „Люди в захисті прав тварини“ .
Також у 1980 році відбулася перша конференція „Дія за життя“ з прав тварин, в якій взяли участь ряд піонерів руху за права тварин, в тому числі Інгрід Ньюкірк.
У 1981 році в Каліфорнії було засновано феміністів з прав тварин; вона стала загальнодержавною організацією в наступні роки і діяла по всій країні протягом двох десятиліть, але зараз цього не існує.
У 1984 році Вірджинія Маккенна OBE заснувала Фонд Born Free разом зі своїм чоловіком Біллом Траверсом OBE та їхнім сином Віллом Траверсом OBE. Фонд Born Free — це динамічна міжнародна благодійна організація, що займається дикою природою. Народжений Вільним вживає заходів по всьому світу, щоб врятувати життя, зупинити страждання та захистити видів в дикій природі.
Відривна група з Веганського товариства — Рух за милосердне життя, була заснована в 1984 році колишньою міністотркою веганського товариства Кетлін Дженнавей та її чоловіком Джеком. Рух за милосердне життя сприяє веганству та сталому життю.
У 1986 році Лоррі Х'юстон була співзасновником Farm Sanctuary, першим в Америці притулком для сільськогосподарських тварин.
У 1990 році американська авторка Керол Дж. Адамс опублікувала свою впливову книгу „Сексуальна політика м'яса: феміністсько-вегетаріанська критична теорія“, в якій обговорюються зв'язки між фемінізмом і вегетаріанством, патріархатом та їжею м'яса, історично та через читання літературних текстів.
Також у 1990 році, під час Маршу для тварин у Вашингтоні, округ Колумбія, — відбулася найбільша демонстрація за права тварин, що проводилася до цього часу у Сполучених Штатах — більшість учасників були жінки, але більшість спікерів платформи — чоловіки.
У 1992 році „ Люди для тварин“ (PFA), відомий також як „Люди для тварин Індії“, найбільшою в Індії організацією захисту тварин, була заснована Манекою Ганді, яка згодом стала її головою.
У 1994 році Луїза Уолліс, тодішній президент і голова Веганського товариства, заснувала Всесвітній день веганства, щоб відзначити 50-річчя суспільства. Вегани в усьому світі в даний час об'єднуються, щоб відзначити права тварин кожен Всесвітній день вегетаріанця, який щорічно проводиться з 1 листопада. Однак, як вважається, фактичне заснування веганського товариства було 5 або 12 листопада 1944 р.
У 1998 році Animals Asia була заснована Джилл Робінсон MBE; він працює, щоб припинити торгівлю жовчю ведмедями в Азії. Благодійна організація має два притулка для ведмедів у Китаї та В'єтнамі та врятувала понад 500 ведмедів. Він також працює над припиненням торгівлі котами та собаками як їжею в Китаї та В'єтнамі, а також з метою припинення жорстоких практик полонених тварин у сафарі-парках та зоопарках в Азії.
У 2006 році в Нідерландах Маріанну Тімей та Естер Вувеханд було обрано до парламенту, що представляє Партію тварин .
У 2015 році Джо-Енн Макартур (Ми тварини) [Архівовано 11 січня 2016 у Wayback Machine.] та Кері Кронін (кафедра візуальних мистецтв, Університет Брок) розпочали мультимедійний та книжковий проект The Unbound Project [Архівовано 18 грудня 2015 у Wayback Machine.], який відзначає жінок, які опинилися в авангарді адвокатури тварин по всьому світу. .
Жінки також помітно брали участь в акціях, що проводяться від імені Фронту визволення тварин та Асоціації мисливських диверсантів .

## Подальше читання
- Адамс, Керол Дж . Сексуальна політика м'яса: феміністсько-вегетаріанська критична теорія . (1990)
- Адамс, Керол Дж. Та Донован, Жозефіна. Традиція феміністської опіки в етиці тварин: читач . (2007 р.)
- Донован, Жозефіна. „Права тварин та феміністська теорія“, Знаки, Вип. 15, № 2 (Зима, 1990), с.   350—375.
- Феміністи за права тварин [Архівовано 18 лютого 2020 у Wayback Machine.]
- Кін, Хільда (1995). »" Гладкі круті люди науки «: реакція феміністів і соціалістів на вівісекцію» [Архівовано 13 квітня 2020 у Wayback Machine.], журнал « [Архівовано 13 квітня 2020 у Wayback Machine.] Історичний семінар», 40: 16–38.
- Кеммерер, Ліза А. (редактор). Сестри виду: жінки, тварини та соціальна справедливість . (2011 р.)
- Лансбері, Корал . Стара коричнева собака: жінки, робітники та вівісекція в Едвардській Англії . (1985 р.)